# Toma del lait brusc
La toma dël làit brusch o bianca alpina è un formaggio italiano di latte vaccino crudo.
È stato incluso tra i prodotti agroalimentari tradizionali (P.A.T.) piemontesi  e riconosciuto come presidio Slow Food.

## Origine del nome
Il nome del formaggio deriva dall'aggettivo brusch, che in piemontese vuol dire acido; tradotto letteralmente significa "toma del latte acido".

## Storia
L'origine del formaggio è certamente piuttosto antica e comunque risalente a più di cento anni fa. Alcune leggende diffuse nelle valli dove viene prodotto ne collegano l'origine con il passaggio di Annibale.

## Descrizione

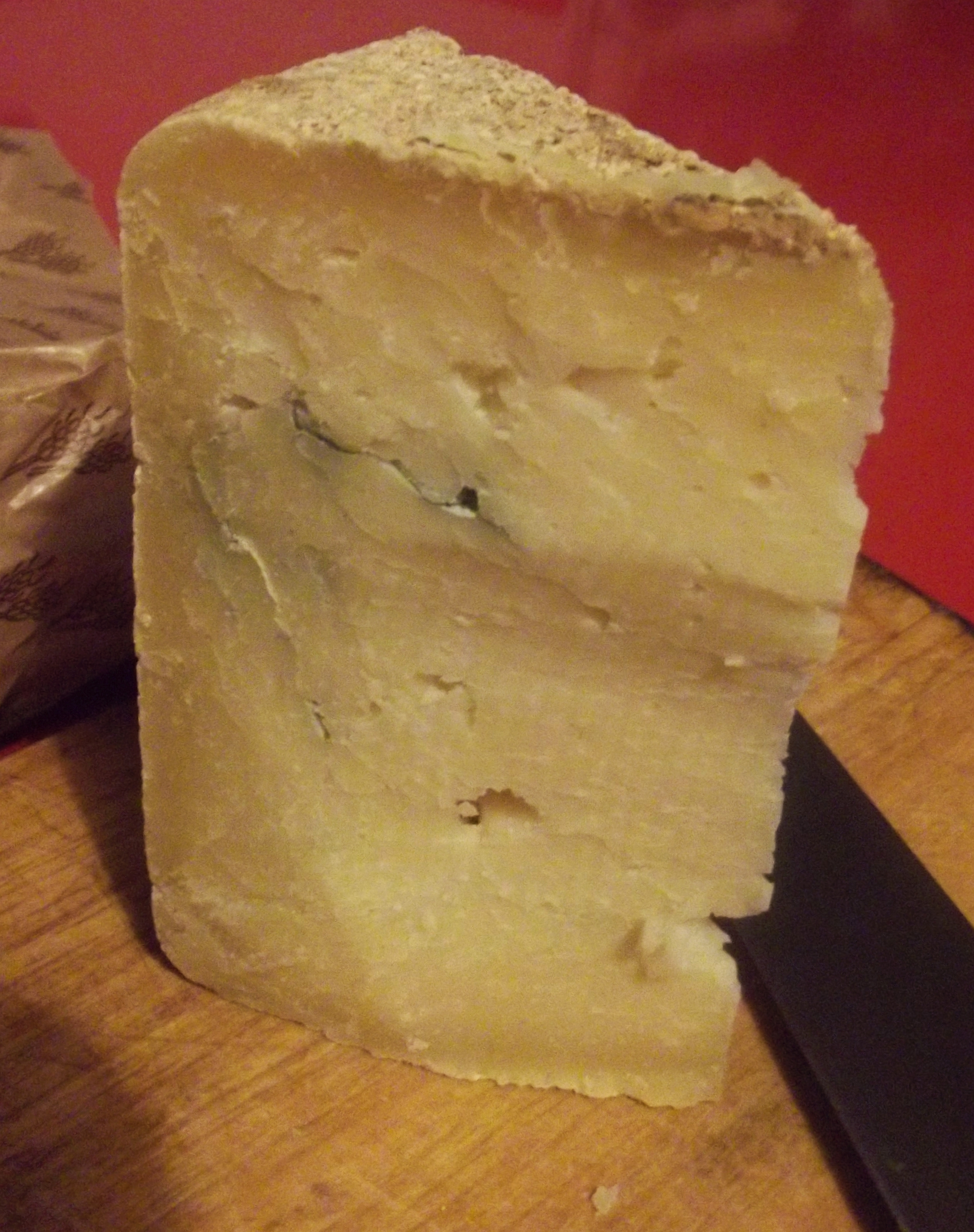
Una fetta di toma

Questa toma ha una forma cilindrica con facce piane e un peso in genere compreso tra i tre e i sei kg.
Lo scalzo è dritto, la crosta è all'inizio grigia o di un colore che tende all'arancione e che diventa progressivamente più intenso con la stagionatura.
La pasta del formaggio si presenta piuttosto consistente, gessosa, senza occhiatura ma con una certa friabilità; il suo colore va dall'avorio al paglierino chiaro.
Il sapore è piacevole, con una componente di acidità che varia con la stagionatura. Il gusto è pronunciato e ricorda le erbe di montagna; il retrogusto richiama invece la nocciola tostata o la noce. Con il tempo si formano anche accenni di erborinatura e note piccanti.

## Produzione
Il latte usato è quello di produzione estiva che subisce un processo di acidificazione. Tale acidità prende almeno in parte il posto del caglio nel processo di formazione della cagliata e nella sua precipitazione. Si utilizza tradizionalmente il latte ottenuto dalla mungitura della sera, che a volte viene parzialmente scremato. In seguito esso è lasciato riposare per tutta la notte e poi scaldato ad una temperatura attorno ai 37°; dopo la rottura della cagliata questa viene raccolta in un telo che permette un primo spurgo del siero. Lo spurgo è completato con successive pressature della forma, sistemata all'interno del proprio stampo; la salatura del formaggio avviene in forma di pasta o di salamoia. La stagionatura dovrebbe essere di almeno due mesi perché il prodotto sviluppi appieno le proprie tipiche caratteristiche organolettiche.

## Consumo

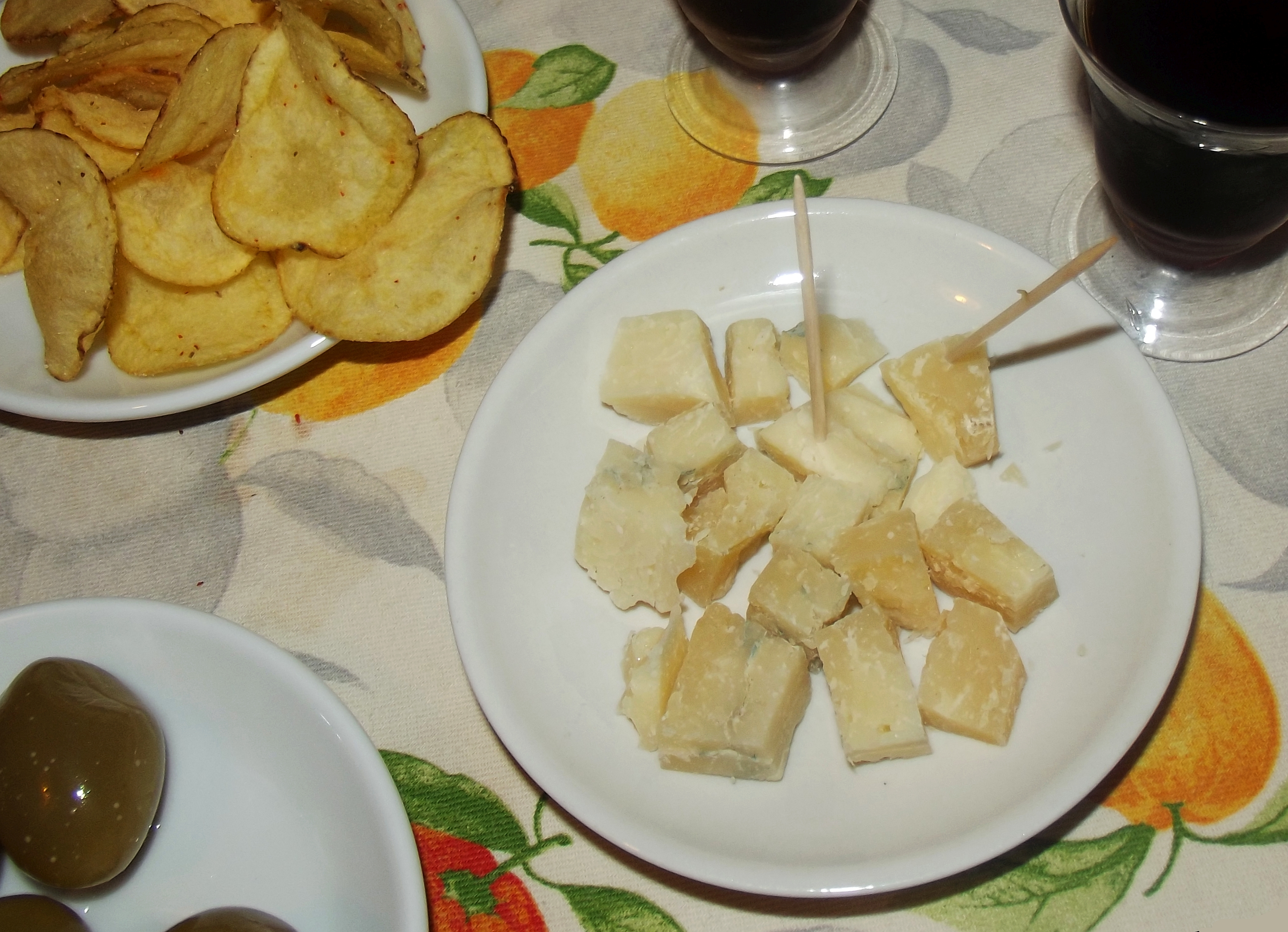
Dadini di toma serviti con l'aperitivo.

La toma del lait brusc era spesso utilizzata dagli stessi margari che la producevano, in particolare verso la fine della stagione estiva. Tradizionalmente viene accompagnata da vini rossi piuttosto corposi, e può essere accostata alla polenta e/o a salumi di vario tipo.